# مکنده‌دهان‌واران
مکنده‌دهان‌واران (نام علمی: Loricarioidea) نام یک بالاخانواده از راسته گربه‌ماهی‌سانان است.